# 1966 en sports équestres
Chronologie des sports équestres
- 1965 en sports équestres - 1966 en sports équestres - 1967 en sports équestres

Cet article présente les faits marquants de l'année 1966 en sports équestres.

## Événements

### Année
- 8e édition des championnats d'Europe de saut d'obstacles à Lucerne (Suisse).
- première édition des championnats du monde de dressage à Berne (Suisse)..
- première édition du Championnat du monde de concours complet à Burghley House en Angleterre.